# Louis Michel
Louis Michel, född 2 september 1947 i Tienen, är en belgisk politiker. 
Michel var partiledare för franskspråkiga liberala partiet Parti Réformateur Libéral som sedan 2002 ingår i partiet Mouvement Réformateur. Han var ledamot i Belgiens federala parlament 1978–2004, till en början i representanthuset och från 1999 i senaten. 1999–2004 var han Belgiens utrikesminister och vice premiärminister. Under hösten 2004 tjänstgjorde han i Prodi-kommissionen som EU-kommissionär med ansvar för forskningsfrågor sedan företrädaren Philippe Busquin avgått i förtid. När Kommissionen Barroso I tillträdde i november samma år blev Michel kommissionär med ansvar för biståndsfrågor. Han avgick från denna post efter att ha blivit invald i Europaparlamentet efter valet 2009, där han stannade kvar till valet 2019. 
Han är far till politikern Charles Michel.

## Utmärkelser
- Kommendör av Leopoldsorden,  1995
- Storkorset av Isabella den katolskas orden,  2000[10]
- Hedersmedborgare i Liège,  2012[11]
- Storkors av Leopold II:s orden
- Officer av Leopoldorden
- Storkorset av Henrik Sjöfararens orden
- Storkorset av Rumänska Stjärnans orden
- Kommendör av Malis nationalorden
- Riddare av Leopoldsorden
- Storkorset av Oranien-Nassauorden
- La Pléiade-orden
- Storkors av Hederslegionen
- Stara Planina-orden, första klassen
- Storofficer av Hederslegionen
- Kommendör med stora korset av Nordstjärneorden
- Storkors av Dannebrogorden

[Redigera Wikidata]